# Bengalisches Dach

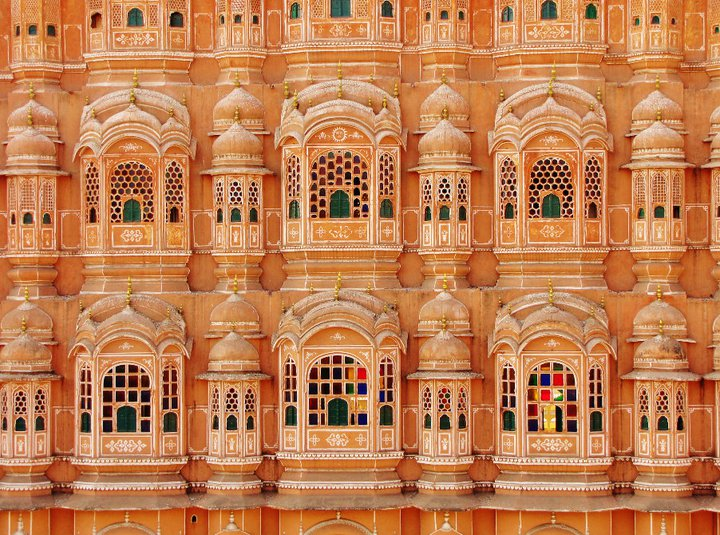
Fassade des Hawa Mahal in Jaipur (Detail)

Als Bengalisches Dach (bengalisch bangaldar) wird eine in der späten Mogul- und Rajputen-Architektur Nordindiens weitverbreitete kuppelförmige Dachform mit heruntergezogenen Ecken bezeichnet. Nach derzeitigem Kenntnisstand ist davon auszugehen, dass steinerne Dächer dieser Art erst im 16. Jahrhundert entstanden sind und auf ländliche Vorbilder mit Stroh- oder Schilfdächern in den regenreichen Regionen Bengalens zurückgeführt werden können.

## Beschreibung
Charakteristische Merkmale der Bengalischen Dächer sind die breitgezogene (halb)kuppelartige Form des Daches und dessen in den Ecken heruntergezogenen Ausläufer. Es werden mehrere Typen unterschieden: Der do-shala-Typus hat nur zwei hängende Dachspitzen auf jeder Seite eines in der Mitte durch einen firstähnlichen Grat geteilten Daches; beim seltenen char-shala-Typus sind die beiden Dachhälften zu einer Einheit verschmolzen und haben eine kuppelartige Form; der doppelgeschossige at-shala-Typus verfügt über zweimal vier (= acht) Dachecken.

## Geschichte
Derartige Dachformen sind in der frühen Architektur Indiens unbekannt und tauchen erstmals im 16. Jahrhundert an Steinbauten in Bengalen auf; als frühestes Beispiel wird manchmal das in der bengalischen Ruinenstadt Gaur stehende Mausoleum von Fath-Khan, dem Sohn eines Generals des Mogul-Herrschers Aurangzebs genannt, doch sind einige bengalische Tempelbauten mindestens gleich alt oder sogar einige Jahrzehnte älter. Eventuell existierende ländliche Bauten mit in den Ecken herabhängenden Stroh- oder Schilfdächern haben sich nicht erhalten.

## Verbreitung
Zwei der ersten Mogul-Bauten mit Anklängen an bengalische Dachformen sind die beiden von Schah Jahan um 1635 für zwei seiner Töchter errichteten Nebengebäude seines Privatpalasts (Khas Mahal) im Roten Fort von Agra. Wenige Jahrzehnte später ließ sein Sohn Aurangzeb das Dach der Perlenmoschee (Moti Masjid) im Roten Fort von Delhi in ähnlicher Weise gestalten. Doch vor allem in der Architektur der Rajputenfürsten und Kaufleute Rajasthans entfaltete sich dieses Motiv zu seiner vollen Blüte: hier sind vor allem die zahllosen jaroka-Dächer des im Jahre 1799 entstandenen ‚Palasts der Winde‘ (Hawa Mahal) in Jaipur und die Dächer der Häuser der wohlhabenden Kaufleute (havelis) in Jaisalmer, Mandawa und andernorts zu nennen. Auch einige der späteren, d. h. im 18. und 19. Jahrhundert errichteten Memorialpavillons (chattris) über den Verbrennungsstätten der Hindu-Fürsten Jaisalmers bzw. deren Familienangehörigen sind mit derartigen Dächern versehen. Ebenso verwendeten die Erbauer vieler Sikh-Tempel seit dem 19. Jahrhundert dieses Element als Bekrönung ihrer Gurdwaras – allen voran Maharadscha Ranjit Singh am Goldenen Tempel von Amritsar.

## Bilder

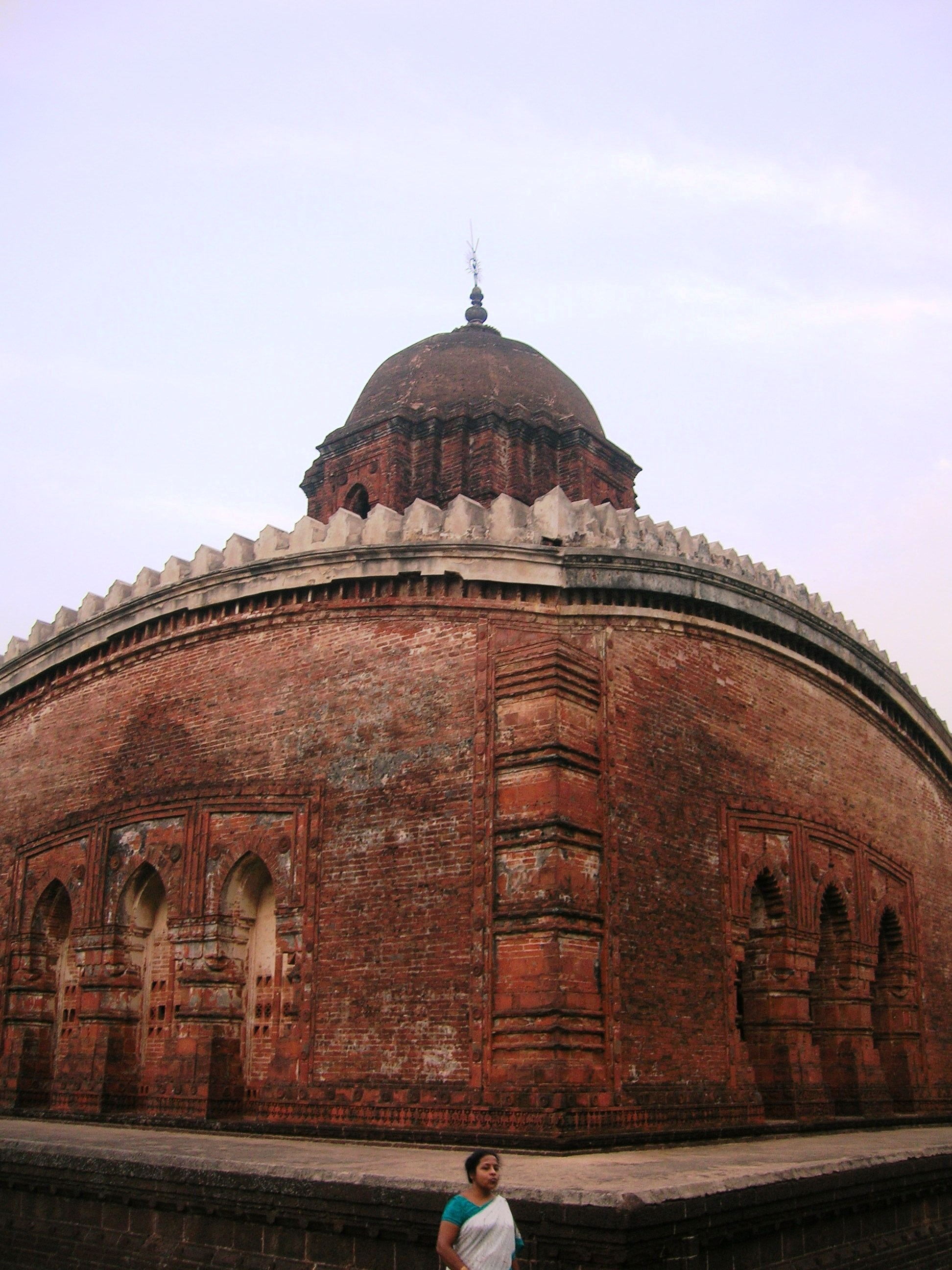
Bishnupur – Madan-Mohan-Tempel (1651)
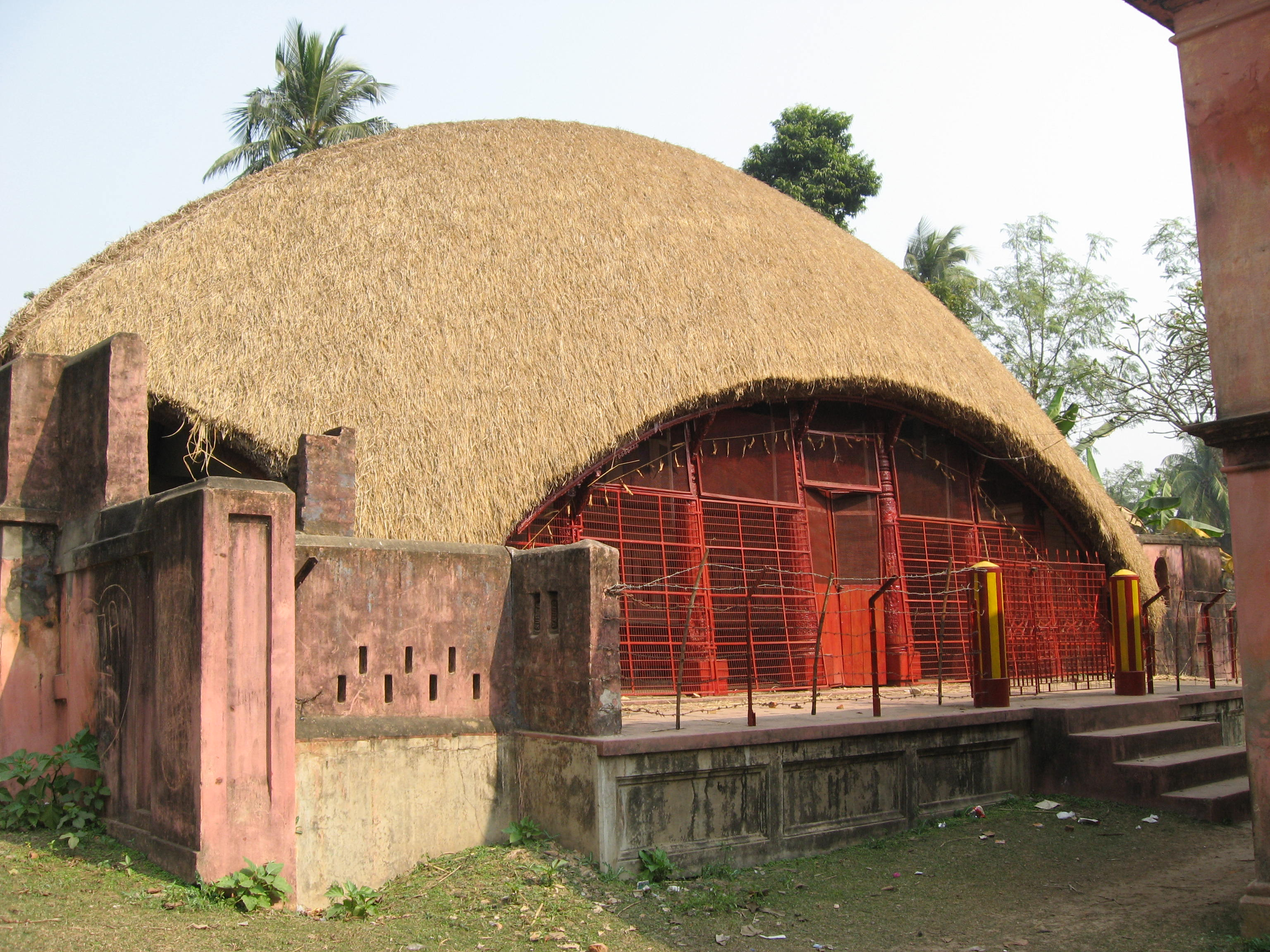
Antpur – ländliches Gebäude mit Strohdach
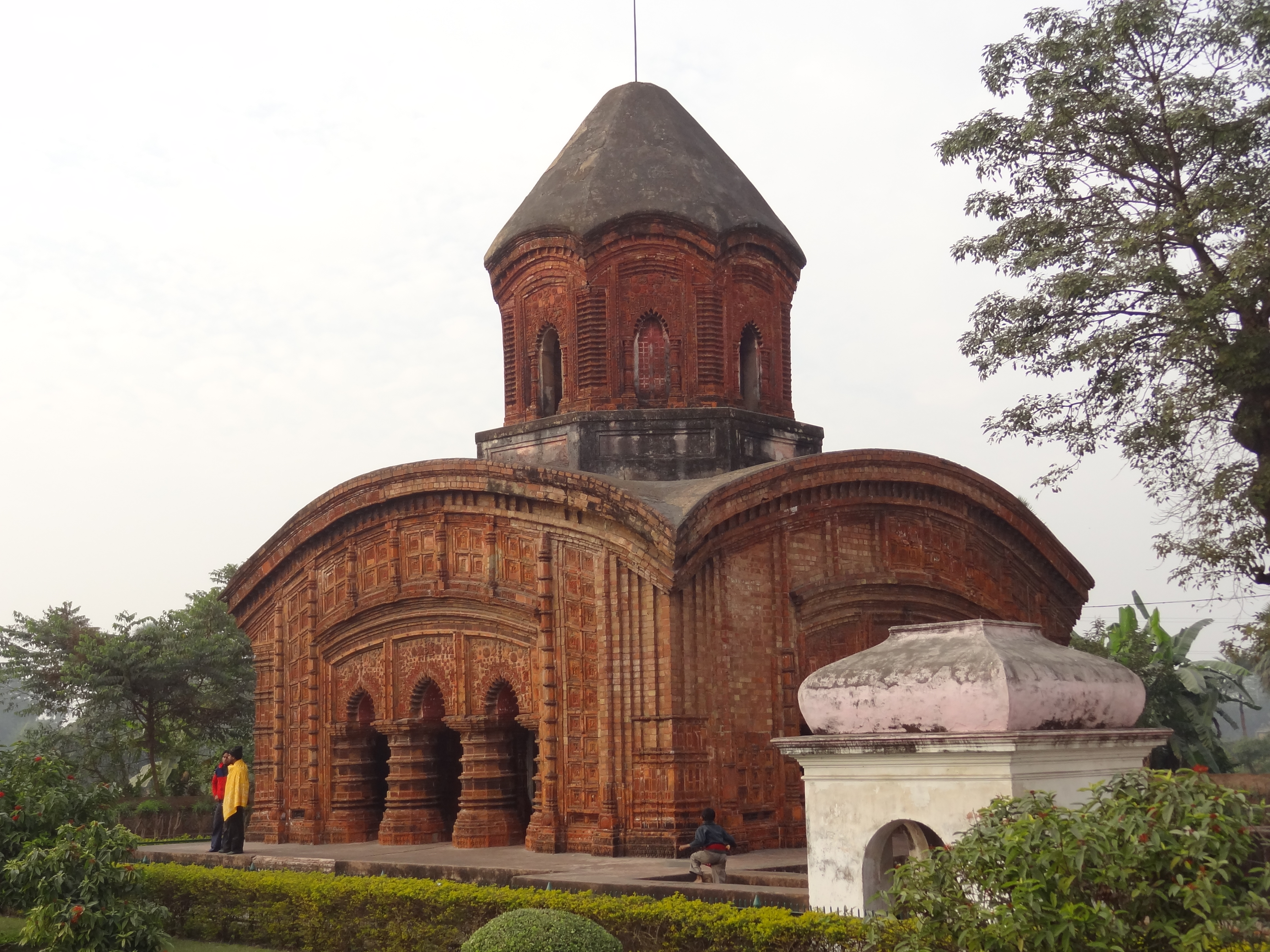
Bansberia – Ananta Basudeba-Tempel (1679)
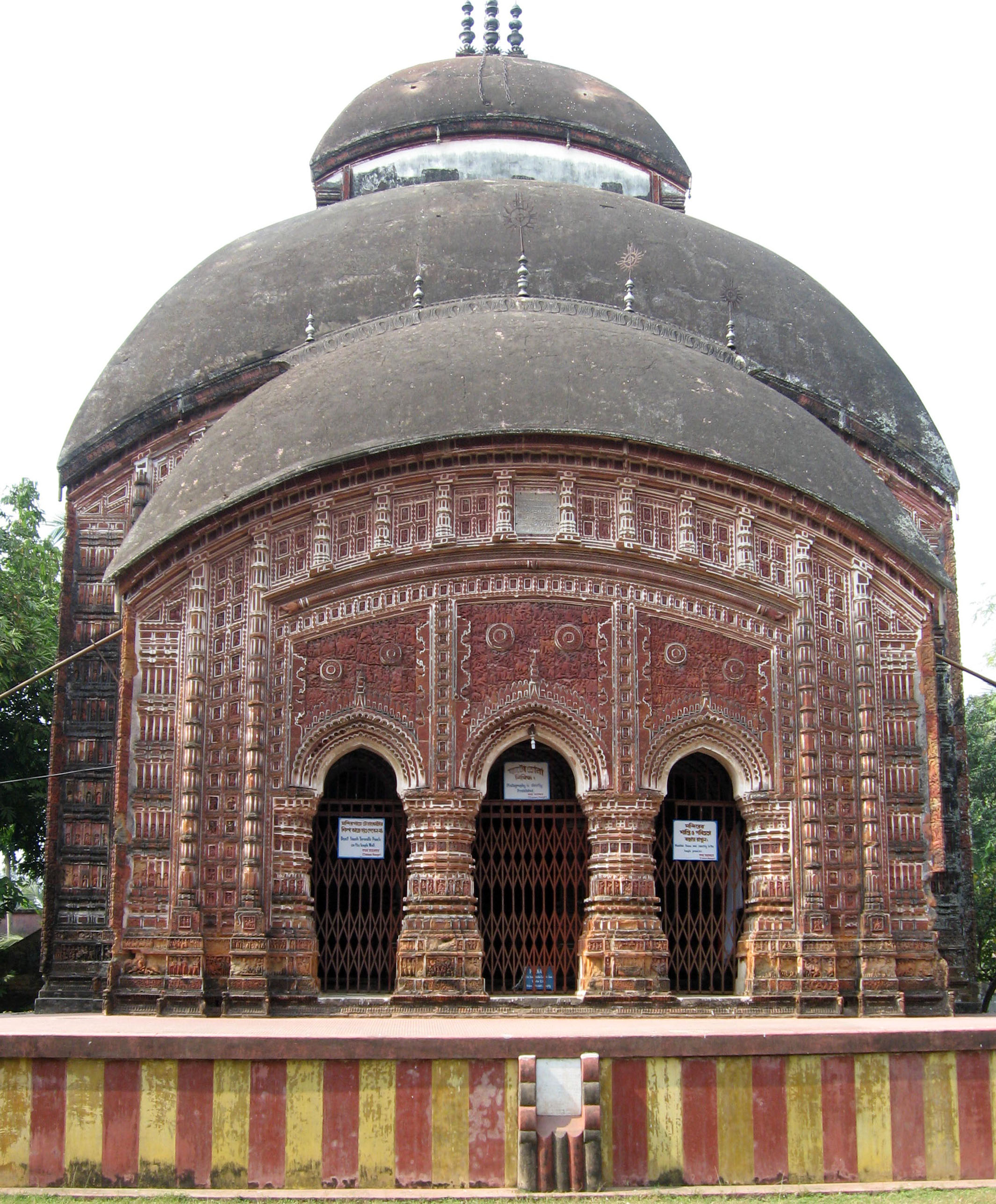
Antpur – Radhagovindjiu-Tempel (1786)
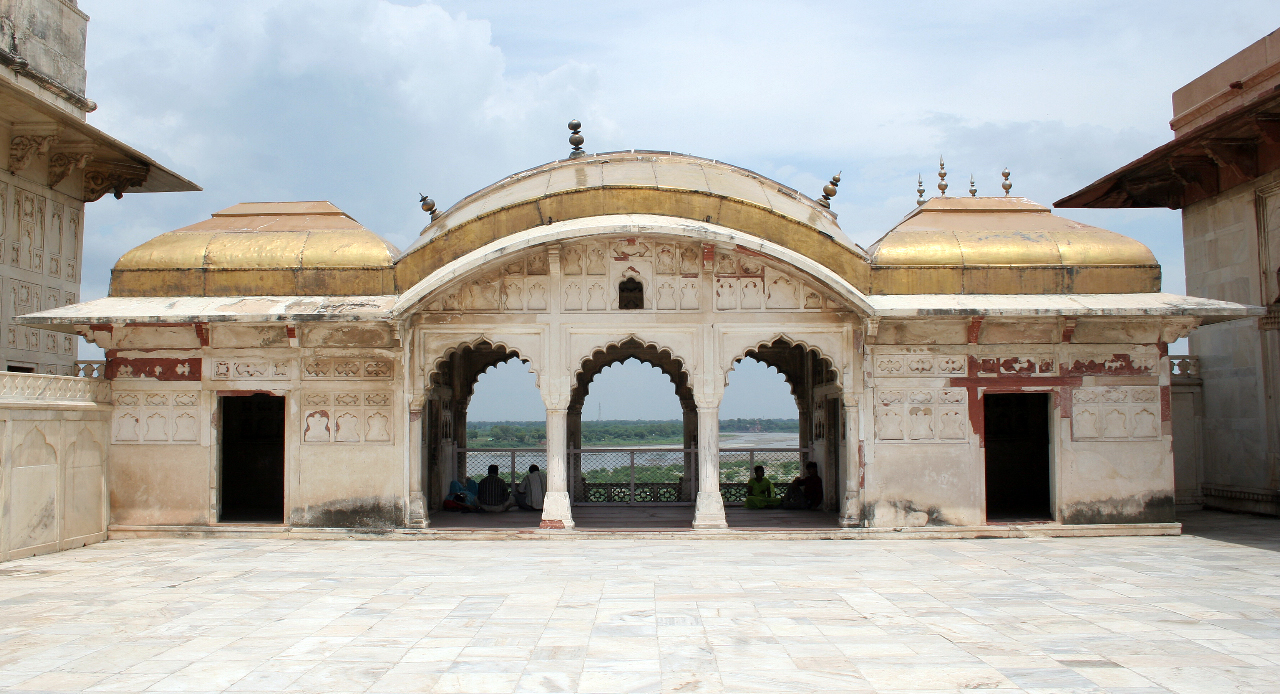
Khas-Mahal im Roten Fort von Agra (um 1635)
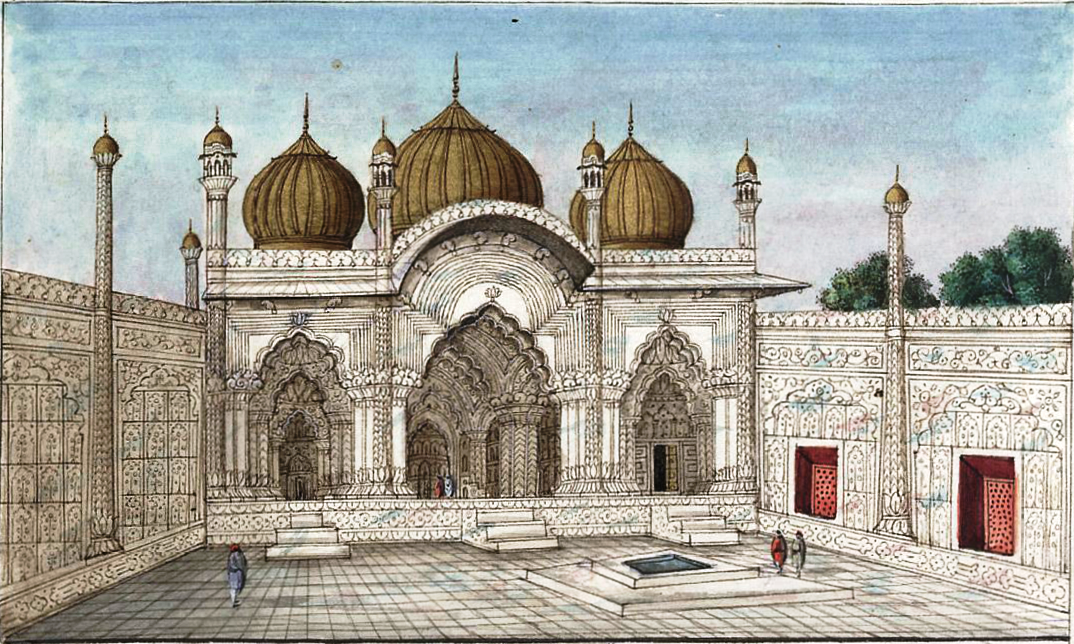
Moti Masjid im Roten Fort von Delhi (1659)
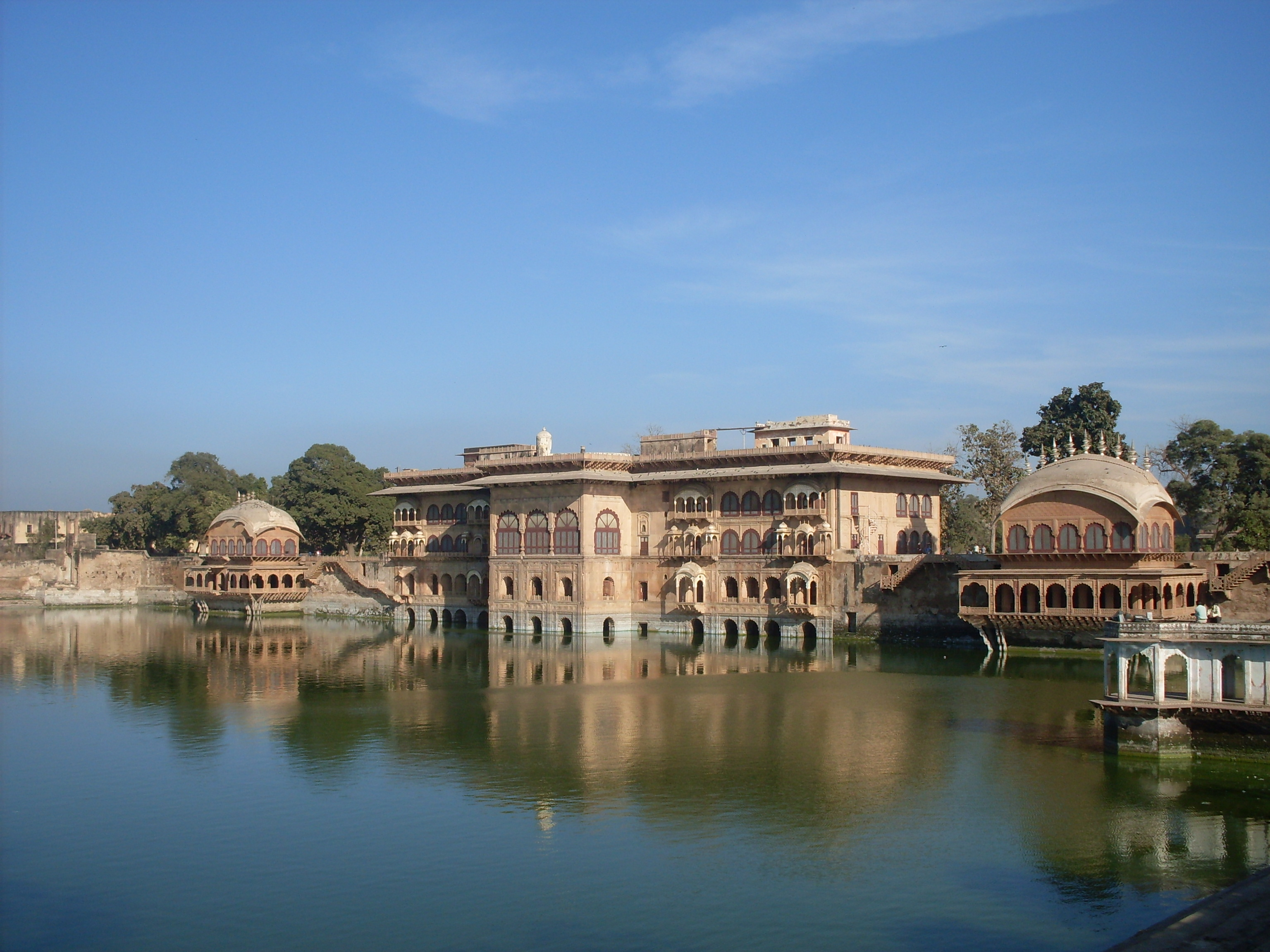
Palast von Deeg, Rajasthan (um 1750)
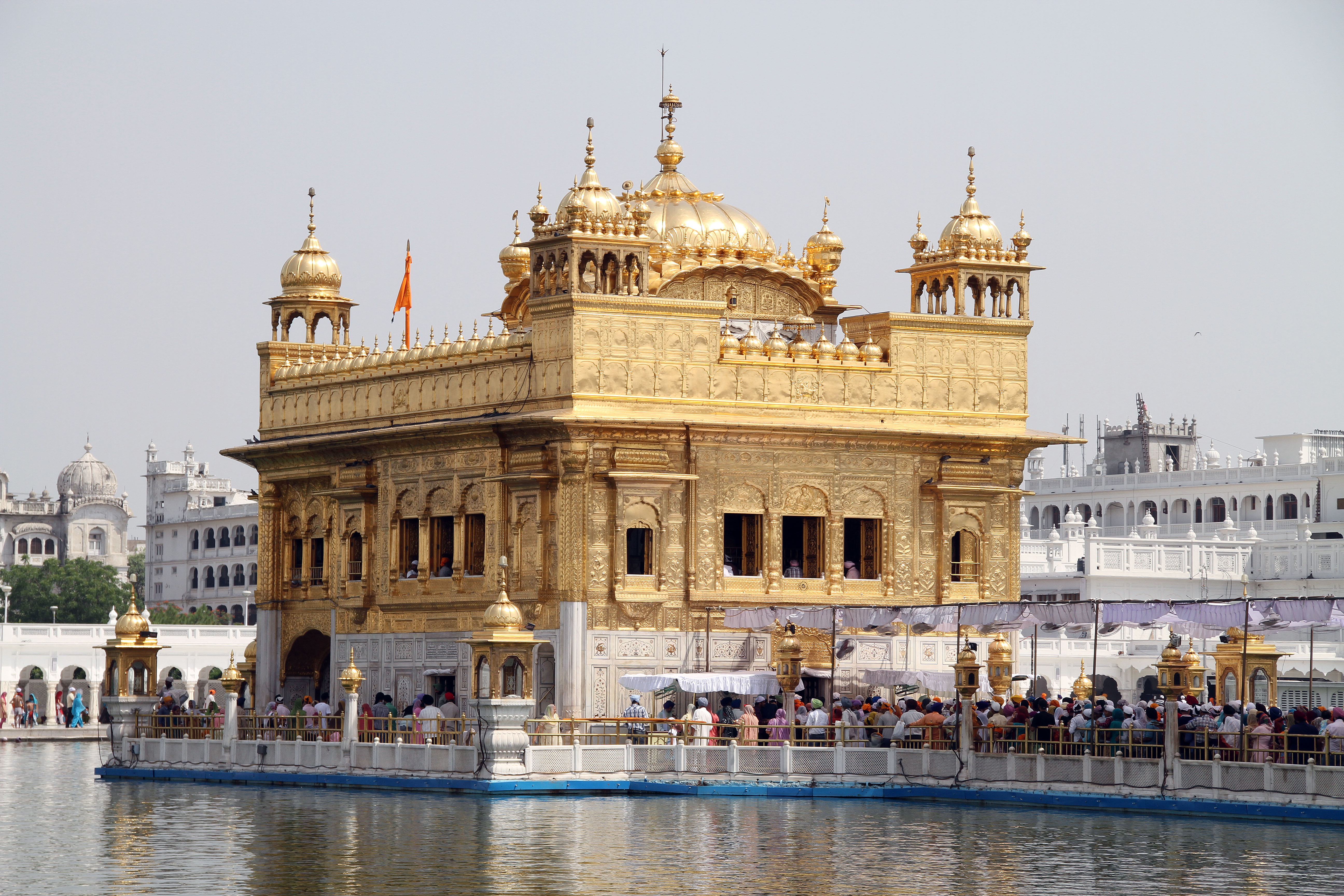
Amritsar – Harmandir Sahib (um 1830)
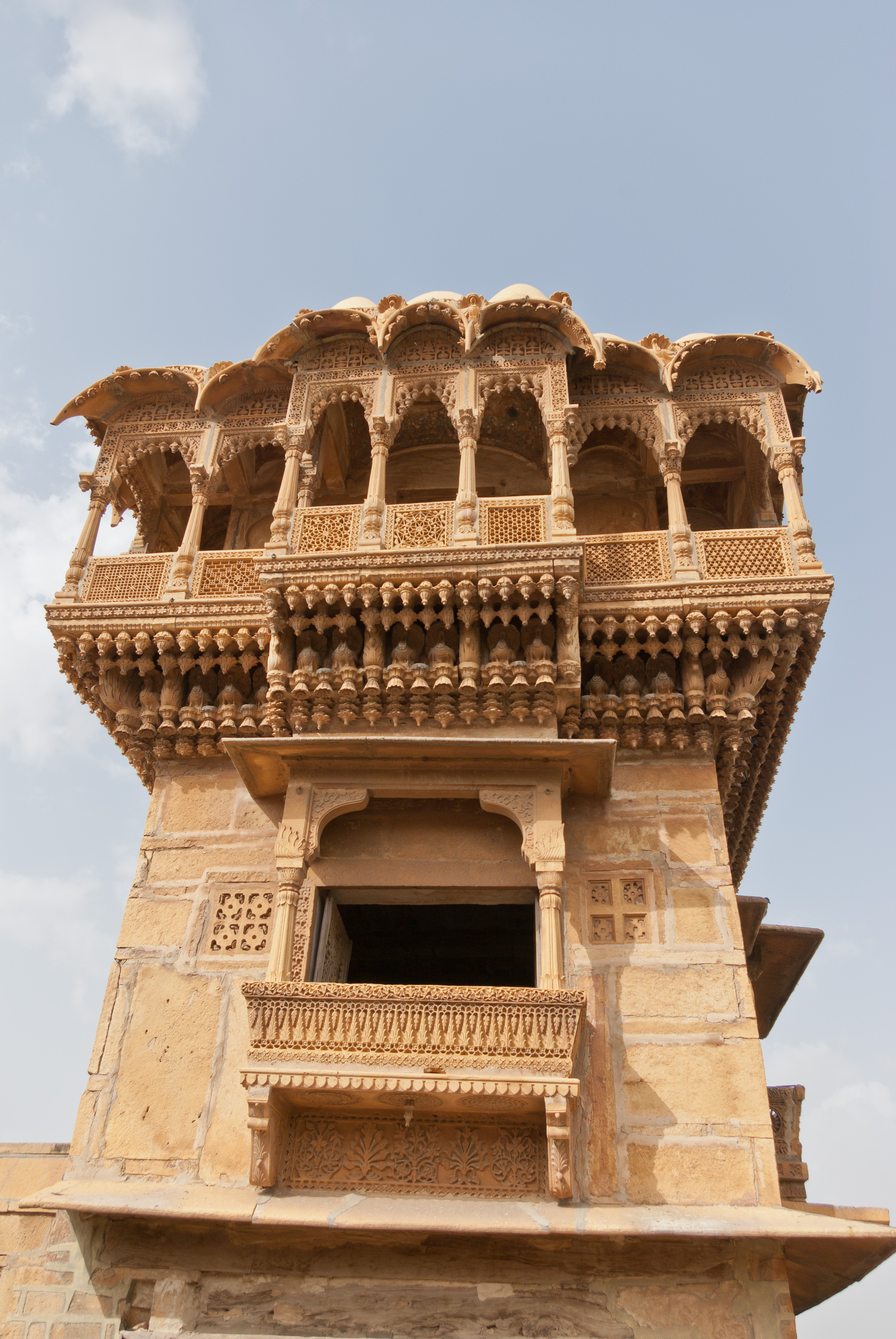
Jaisalmer – Salim Singh ki Haveli (um 1880)